# Mett-Oberschlatt
Mett-Oberschlatt war von 1816 bis 1998 eine Ortsgemeinde der ehemaligen Munizipalgemeinde Basadingen im Bezirk Diessenhofen des Kantons Thurgau in der Schweiz. Die Ortsgemeinde setzte sich aus den Ortsteilen Mettschlatt, Oberschlatt und Fallentor zusammen, die unweit der Strasse Frauenfeld–Schaffhausen am Osthang des Cholfirst liegen.
Mett-Oberschlatt bildet seit dem 1. Januar 1999 mit Unterschlatt die politische Gemeinde Schlatt TG im Bezirk Frauenfeld.

## Geschichte

Mettschlatt (vorn), Oberschlatt (Mitte links) und Fallentor (Bildmitte), 1954

Schlatt wurde erstmals 858 als Slate erwähnt. Im Mittelalter besass die kyburger-habsburgische Vogtei Diessenhofen die Gerichtsbarkeit über Mett-Oberschlatt. Im 15. Jahrhundert übernahm diese die Stadt Diessenhofen und übte sie bis 1798 aus. Grundbesitzer waren vor 858 das Kloster St. Gallen, ab 858 das Kloster Rheinau, ab dem 13. Jahrhundert neben anderen das Kloster St. Katharinental. Von 1803 bis 1816 war die Ortsgemeinde Mett-Oberschlatt ein Teil der Munizipalgemeinde Diessenhofen.
Die von 1316 bis 1812 bestehende St.-Niklaus-Kapelle in Mett-Oberschlatt gehörte zu Stammheim. Durch die 1529 vollzogene Reformation entstand die selbstständige Pfarrei Schlatt. Diese verzichtete bis 1769 auf einen Pfarrer und wurde ab Ende des 16. Jahrhunderts von Basadingen und von 1625 bis 1631 von Diessenhofen aus versehen.
Das Bauerndorf Mett-Oberschlatt führte ab 1969 eine Gütermelioration durch. Ab den 1980er-Jahren entstanden einige Dienstleistungsbetriebe.

## Wappen

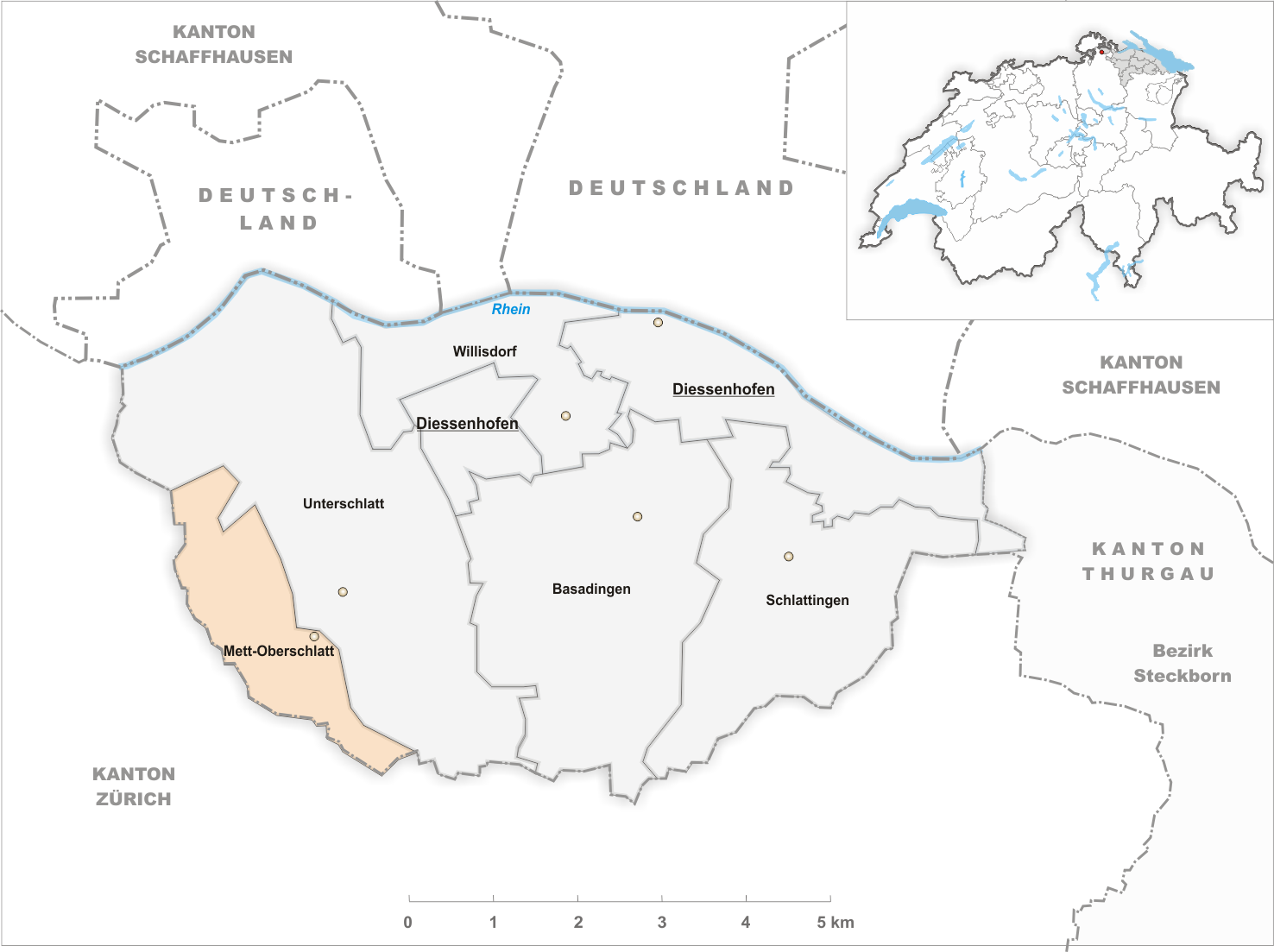
Gemeindestand vor der Fusion im Jahr 1999

Blasonierung: Schräg geteilt von Gelb mit schreitendem rotem Löwen und von Rot mit gelber Sichel.
Der Löwe verweist vermutlich auf die Kyburger, die Sichel steht für die landwirtschaftliche Prägung der Gemeinde. Die Farben symbolisieren die frühere Zugehörigkeit zu Vogtei und Hochgericht Diessenhofen.

## Bevölkerung
| Jahr         | 1800 | 1850 | 1870 | 1900 | 1950 | 1990 | 2000  | 2010  |
| Ortsgemeinde | 203  | 287  | 332  | 257  | 317  | 326  |       |       |
| Ortschaft    |      |      |      |      |      |      | 247   | 306   |
| Quelle       |      |      |      |      |      |      | [ 5 ] | [ 2 ] |

Im Jahr 2018 hatten Mettschlatt 301 und Oberschlatt 148 Einwohner.

## Sehenswürdigkeiten

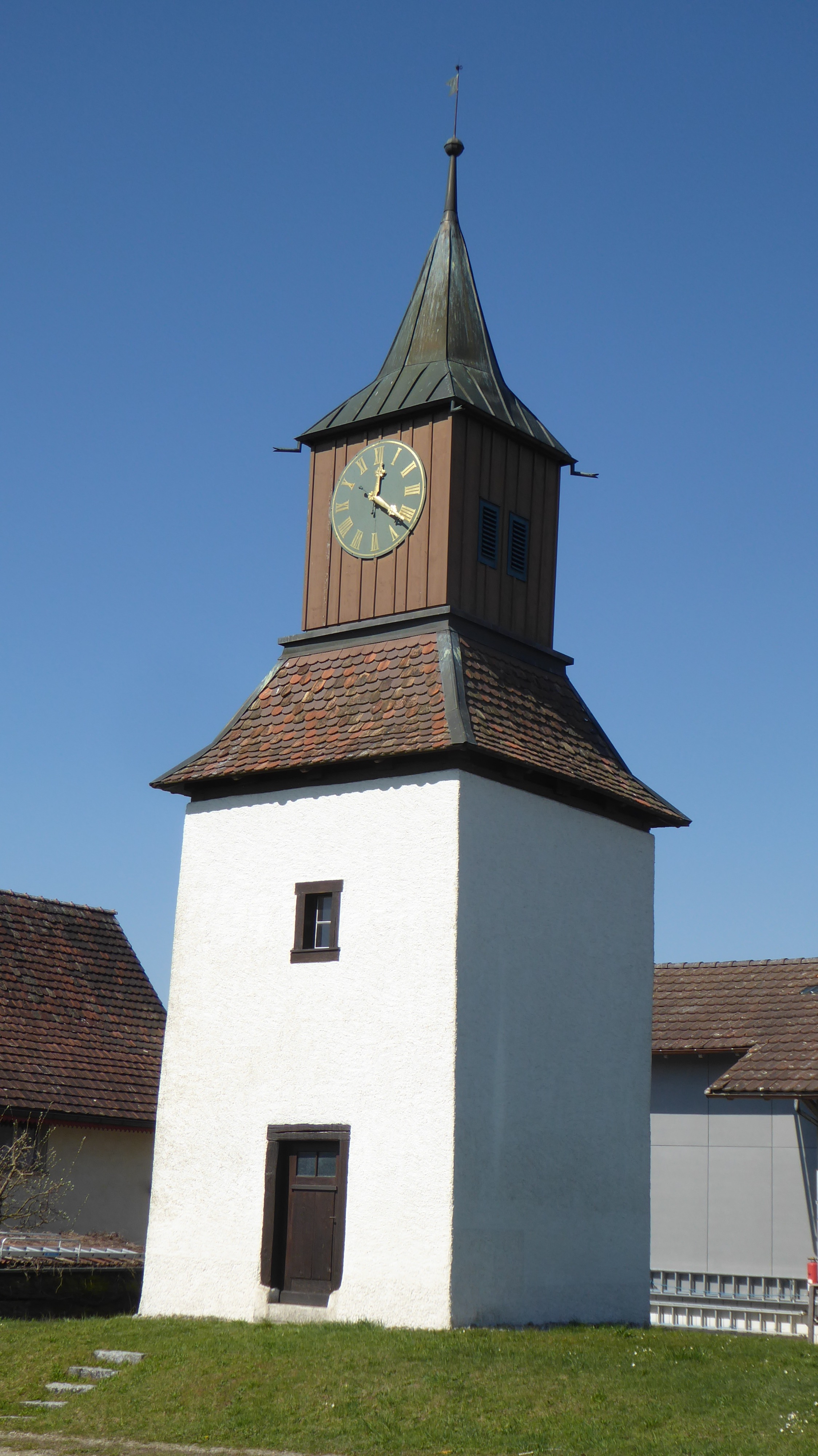
Glockenturm

In den beiden Dörfern Mett- und Oberschlatt herrschen heute noch Dreisässenhäuser aus dem 19. Jahrhundert vor. Die Wände des Wohnteils bestehen in der Regel aus Fachwerk, die in der Riegelrichtung bemerkenswerte Symmetrien und Motive aufweisen.
Das im Jahr 1814 erbaute Türmli steht auf einer Anhöhe östlich des Dorfes. An seiner Stelle befand sich die zur selben Zeit abgebrochene St.-Niklaus-Kapelle, die im Jahr 1316 erstmals erwähnt wurde. Im Dachgestühl des quadratischen Turms mit originellem Walmdach hängen die beiden aus der Kapelle stammenden Glocken.
Der Glockenturm und das Bauernhaus Hauptstrasse 17, beide in Oberschlatt, sind in der Liste der Kulturgüter in Schlatt TG aufgeführt.

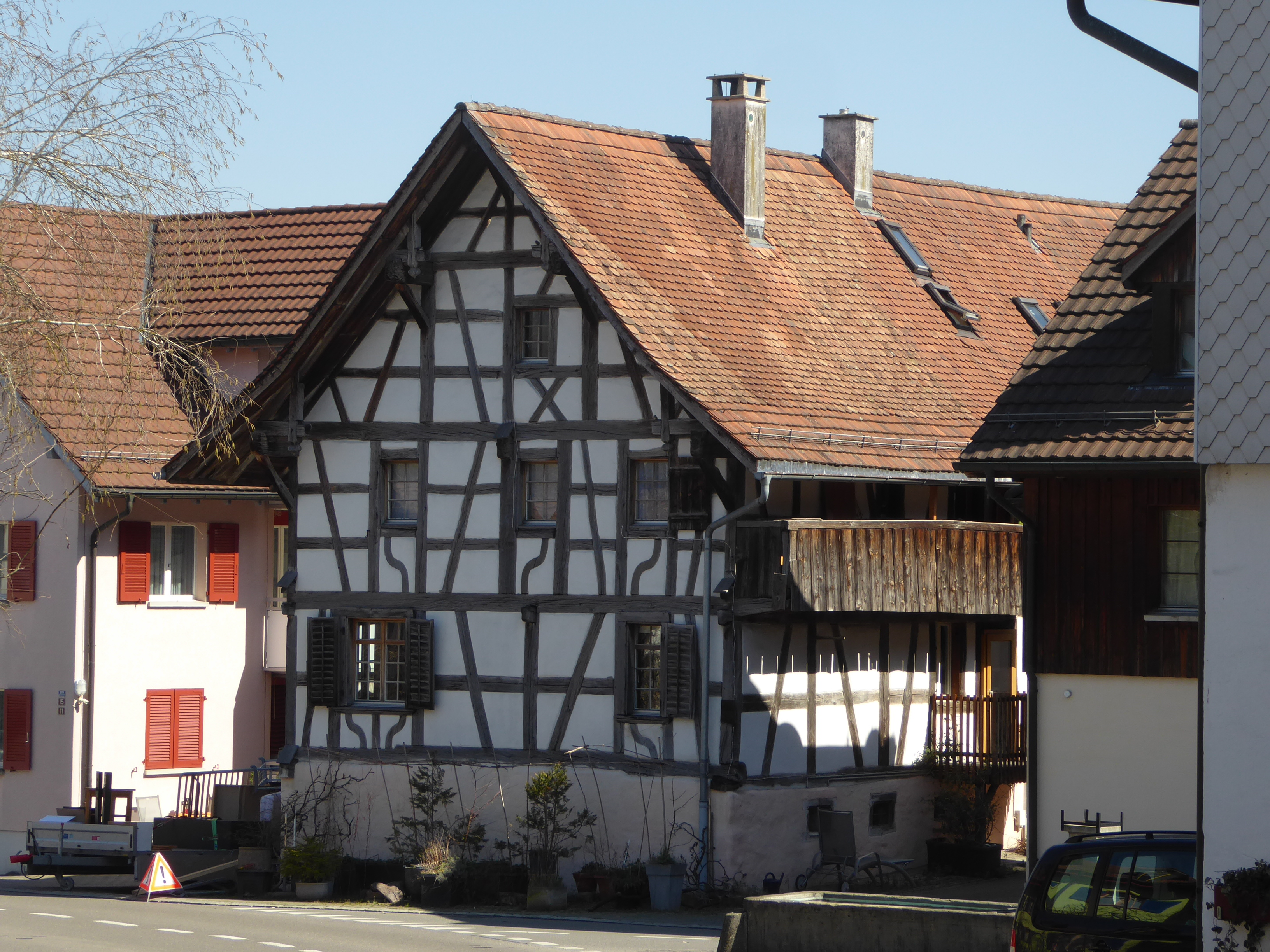
Bauernhaus Hauptstrasse 17
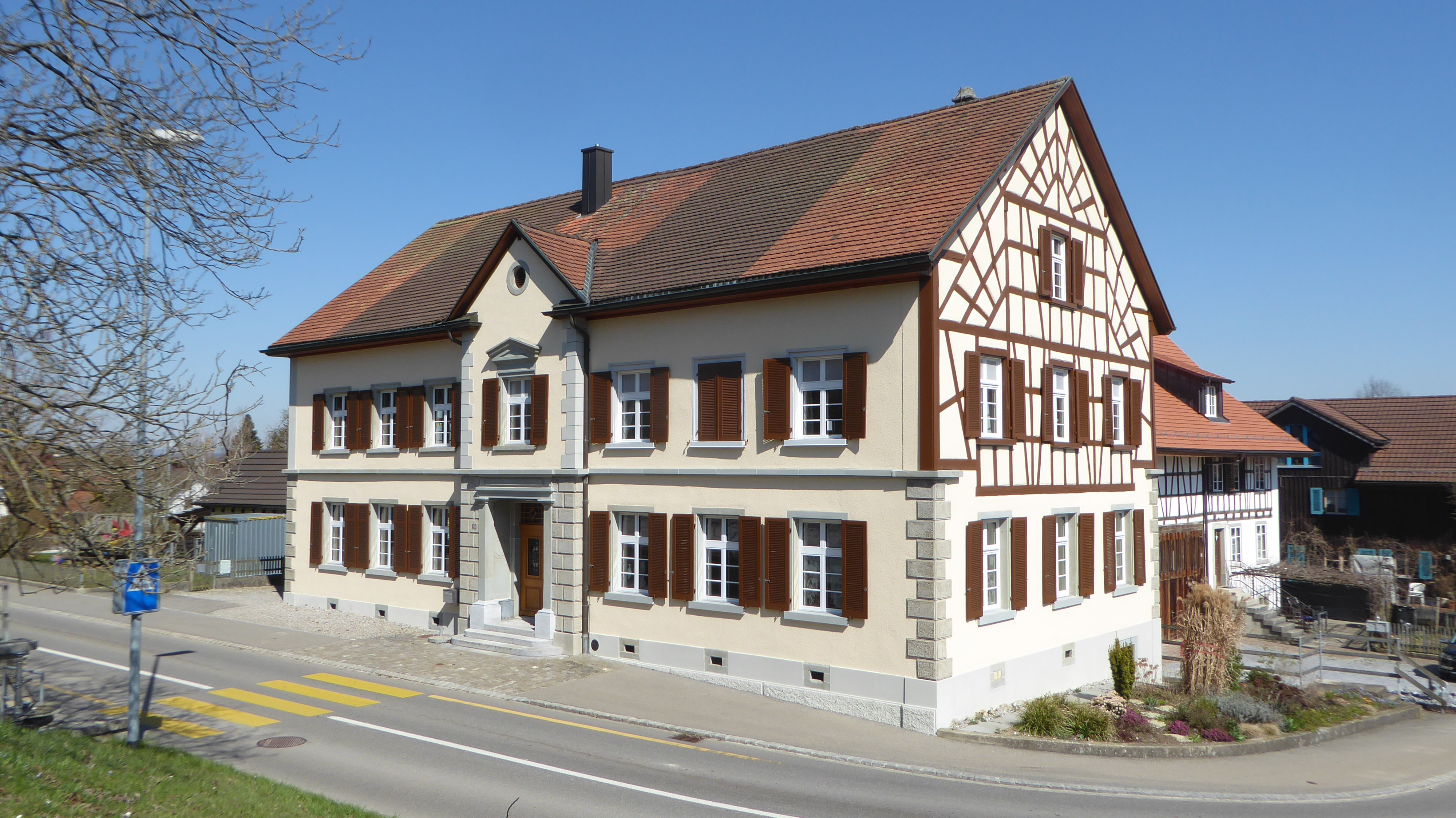
Altes Schulhaus
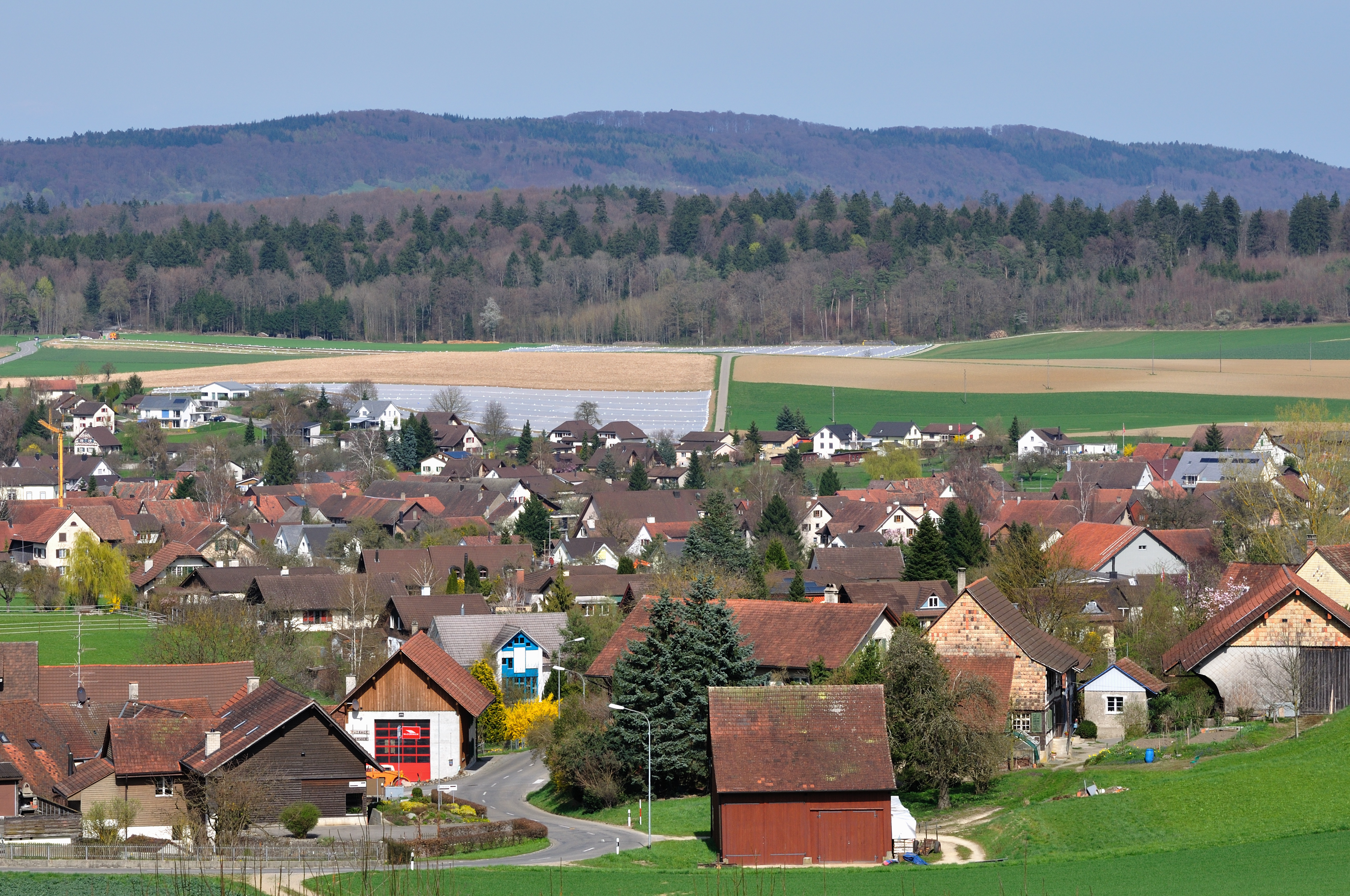
Mett-Oberschlatt